# Güiria (Venezuela)
Pour les articles homonymes, voir Guiria.
Güiria est le chef-lieu de la municipalité de Valdez dans l'État de Sucre au Venezuela.